# East Honolulu
East Honolulu é uma região censodesignada (CDP) localizada no estado americano do Havaí, no Condado de Honolulu. Com quase 51 mil habitantes, de acordo com o censo nacional de 2020, é a segunda localidade mais populosa do estado, depois da capital estadual Honolulu.

## Geografia
De acordo com o Departamento do Censo dos Estados Unidos, a cidade tem uma área de 89,2 km², dos quais 59,6 km² estão cobertos por terra e 26,6 km² (33,2%) por água.

## Demografia
Segundo o censo nacional de 2020, a sua população é de 50 922 habitantes e sua densidade populacional é de 854,6 hab/km². Seu crescimento populacional na última década foi de 2,0%, abaixo do crescimento estadual de 7,0%. É a segunda localidade mais populosa do Havaí.
Possui 20 159 residências que resulta em uma densidade de 338,3 residências/km² e um aumento de 7,4% em relação ao censo anterior. Deste total, 8,7% das unidades habitacionais estão desocupadas. A média de ocupação é de 2,8 pessoas por residência.